# Bernardo de Berardi
Pour les articles homonymes, voir Berardi.
Bernardo de Berardi est un cardinal italien né à Cagli, dans les Marches et mort le 5 août 1291 à Pontevico (ou à Casteldifonte). 

## Biographie
Bernardo de Berardi est chanoine au chapitre d'Osimo. Il est élu évêque de Cagli par les gibelins en 1276. Les guelfes choisissent un autre candidat, et le pape le nomme enfin évêque d'Osimo en 1383.
Bernardo De Berardi est créé cardinal par le pape Nicolas IV lors du consistoire du 16 mai 1288. Le cardinal de Berardi est encore légat apostolique en Sicile.